# Trafic d'armes (Jerry Spring)
Pour les articles homonymes, voir Trafic d'armes.
Trafic d'armes, de son titre original La Révolution mexicaine, est la quatrième histoire de la série Jerry Spring de Jijé. Elle est publiée pour la première fois du no 899 au no 919 du journal Spirou. Puis est publiée sous forme d'album en 1957.

## Univers

### Synopsis
Le Mexique en pleine révolution, une fois de plus... Le shérif Pat McCoy, un vieil ami de Jerry Spring (voir l'épisode Golden Creek), lui transmet une lettre d'un grand journal new-yorkais qui lui propose d'écrire un article sur les évènements. Jerry décide d'accepter l'offre, et de profiter de l'occasion pour tenter de retrouver son ami Pancho, dont il n'a plus de nouvelles. Pour renflouer ses finances autant que pour lui permettre de voyager au Mexique sans éveiller la méfiance, il accepte de convoyer dix caisses de machines à coudre jusqu'à la ville de  Chihuahua. Là, il devra les remettre à un certain Jose Almanza y Padilla et touchera 1000 dollars pour ce travail.
Avant de franchir la frontière avec sa petite caravane de mules, Jerry fait un détour par le petit rancho appartenant à Pancho. L'endroit parait abandonné, à part un jeune Mexicain du nom de Jesus-Miguel qui s'est réfugié là. L'enfant apprend à Jerry que tous les occupants des lieux se sont enfuis à l'approche d'une bande de desperados, et qu'il ignore où se trouve Pancho. Le gamin accepte de guider Jerry et ses machines à coudre à travers les sierras infestées d'Apaches et de bandidos, jusqu'à Chihuahua.
A peine passés au Mexique, Jerry et Jesus-Miguel sont interceptés par une patrouille de fédérales de l'armée mexicaine. En inspectant les caisses transportées par Jerry, ils découvrent des fusils à répétition en lieu et place des machines à coudre annoncées... Aussitôt arrêtés pour trafic d'armes, ils sont enfermés dans une prison du village voisin de San Jacinto, en attendant d'être exécutés dès le lendemain.
A l'aube cependant, le village est attaqué par un groupe de révolutionnaires qui prennent possession des lieux. Plutôt que de disparaître comme son prudent compagnon, Jesus-Miguel, Jerry tente de plaider sa cause auprès du chef des revolucionarios. Mal lui en prend, car il est aussitôt collé contre le mur des exécutions, en compagnie cette fois de l'officier fédéral qui l'a capturé la veille, et qui prend la chose avec un fatalisme très mexicain : "au moins, vous n'aurez pas à creuser votre tombe, nous l'avons fait pour vous !... Et sous ce soleil, ce n'est pas rien". Mais il est sauvé au dernier moment par l'intervention de Pancho qui, enrôlé parmi les révolutionnaires, faisait miraculeusement partie du peloton d'exécution. 
D'autres préoccupations viennent au premier plan quand le village est assailli par un parti d'Apaches attiré par les armes transportées par Jerry. Partisans et adversaires du gouvernement doivent s'unir pour repousser les Indiens. Jerry, qui a cru reconnaître parmi les assaillants un guerrier qu'il a rencontré jadis et qui a connu son père, propose d'aller parlementer avec eux, et obtient que les Apaches blessés lors de l'assaut initial soient soignés. Il se glisse jusqu'au campement indien et tente de convaincre les guerriers d'abandonner leur mode de vie et d'essayer de s'adapter au monde des visages pâles. Mais Long-Rifle, leur chef, ne jure que par la guerre : il veut les armes et ordonne que Jerry soit traité comme un prisonnier.
Durant la nuit, l'un des guerriers apaches, Une-seule-flèche, en désaccord avec son chef, aide Jerry à s'enfuir. Il rejoint Pancho mais tous deux, traqués par les Apaches, doivent renoncer à rejoindre le village de San Jacinto et fuient vers les sierras. A nouveau, Une-seule-flèche les aide à brouiller leur piste et les mène vers un refuge sûr. L'Indien confie à Jerry qu'il se souvient des paroles de son père, un juge assassiné jadis et qui avait réussi à gagner la confiance des Apaches qui le surnommaient "le faiseur de paix". Il souhaite apprendre le mode de vie des blancs, pour revenir ensuite guider son peuple. Jerry lui remet l'article qu'il vient d'achever pour le compte du journal qui l'a engagé et lui conseille d'aller trouver James Elliott, le père de la jeune Daphné (voir l'épisode précédent, Lune d'Argent), qui pourra l'aider. 
Quelques jours plus tard, Jerry et Pancho parviennent à  Chihuahua, ou réside le gouverneur de la province. La ville est en liesse : on fête partout la fin de la révolution et le retour de la paix. Jerry compte demander des renforts pour se porter au secours des assiégés de San Jacinto, mais aussi tirer au clair cette affaire de trafic d'armes qui a bien failli lui coûter la vie. Introduit auprès du gouverneur, il s'aperçoit que Don Jose Almanza y Padilla, à qui il aurait dû remettre les "machines à coudre", n'est autre que le propre secrétaire du gouverneur, ce dernier étant évidemment complice du trafic. Les deux amis réussissent de justesse à fuir la ville sur des chevaux volés et prennent le chemin de la frontière américaine, une fois de plus poursuivis par les federales.
Pour leur échapper, ils sont à nouveau obligés de traverser le territoire apache. Mais les Indiens rencontrés se montrent cette fois très amicaux : le chef Long-Rifle est mort, les Apaches ont appris que Jerry avait fait soigner leurs frères blessés à San Jacinto, et ils considèrent désormais le fils du "faiseur de paix" comme leur frère... La route du retour vers les États-Unis est grande ouverte...

### Personnages
Jerry Spring : le principal héros de l'histoire. Jeune homme aux allures de cow-boy, monté sur un magnifique cheval nommé Ruby, qui n'accepte aucun autre cavalier que lui. Courageux, loyal, fidèle en amitié, il est toujours près à redresser les torts, à rétablir la justice et à se porter à l'aide de qui en éprouve le besoin.
Pancho dit El Panchito : mexicain rondouillard, il est l'ami indéfectible de Jerry Spring, même si les initiatives aventureuses de ce dernier le laissent parfois perplexe. Il aime la sieste et la tequila, mais peut aussi à l'occasion s'avérer un redoutable combattant.
Jesus-Miguel : jeune garçon mexicain, habile et rusé autant que prudent.
Ramon (alias le Général) et Pablo : respectivement général des revolucionarios et officier des federales. Deux anciens camarades de promotion se retrouvant dans des camps opposés... Mais au Mexique, ce n'est pas bien grave : "après tout, ce n'est qu'une révolution...".
Long-Rifle : chef de guerre de la nation  Apache.
Une-seule-flèche : guerrier apache à la flèche infaillible.